# Pycnandra chartacea
Pycnandra chartacea är en tvåhjärtbladig växtart som beskrevs av Willem Willen Vink. Pycnandra chartacea ingår i släktet Pycnandra och familjen Sapotaceae. Inga underarter finns listade i Catalogue of Life.